# 弗尔迪·拉斯洛
弗尔迪·拉斯洛（匈牙利語：Földy László，1934年9月30日—2015年2月17日），匈牙利男子乒乓球运动员。他曾获得2枚欧洲乒乓球锦标赛金牌。